# Портрет дами (ван дер Вейден)
«Портрет дами» — мініатюрний портрет роботи голландського художника Рогіра ван дер Вейдена, написаний приблизно в 1460 році в техніці станкового живопису . Портрет складається з геометричних фігур, які формують вуаль, вирізи сукні, обличчя і руки моделі; світло освітлює її обличчя і головний убір. Контраст темряви і світла збільшує майже неприродну красу моделі, додаючи їй готичної елегантності.

## Передісторія створення
Ван дер Вейден був поглинений портретним живописом до кінця життя і високо цінувався наступними поколіннями митців за проникливу передачу характеру зображуваного образу. У цій роботі покірність жінки передана через її тендітну статуру, опущений погляд, стислі пальці . Численні риси Дами видають прагнення ван дер Вейдена відповідати готичним ідеалам — вузькі плечі, зібране волосся, високе чоло, складний головний убір. «Портрет Дами» — єдиний портрет, підписаний ван дер Вейденом, проте ім'я моделі не відомо.
Незважаючи на те, що ван дер Вейден не був прихильником ідеалізму, він прагнув улестити своїм моделям. Так, він зображував своїх моделей у розкішному вбранні, часто з округленими рисами обличчя, що нерідко виглядає неприродно. У свої картини ван дер Вейден привносить свою особливу естетичність, жінки в його роботах дуже часто мають зовнішню схожість одна з одною . З 1937 року ця картина зберігається в Національній галереї мистецтва (Вашингтон). Про цей портрет сказано: «видатний серед усіх портретів жінок усіх шкіл».

## Опис

Петрус Крістус (1410/1420 — 1475/1476), «Портрет колінопреклонної донарки» 1455 рік, Національна галерея мистецтва, Вашингтон. Роботи Крістуса справили великий вплив на ван дер Вейдена в плані експресії і кольору.

Жінка віком близько 20 років зображена по пояс у лівий профіль — три чверті на синьо-зеленому тлі. Як і в багатьох інших роботах ван дер Вейдена, в «Портреті дами» присутній брак деталей на задньому плані. Можливо, автор використовував темне тло для того, щоб сконцентрувати увагу глядача на моделі, подібно до свого сучасника — ван Ейка  . Перервав цю традицію Ганс Мемлінг, учень ван дер Вейдена, який почав розташовувати модель на тлі пейзажу . У «Портреті дами», навпаки, обстановка дозволяє глядачеві приділити більше уваги особі моделі і її внутрішньому самовладанню . Ван дер Вейден звужує всю увагу глядача до чотирьох головних рис: головного убору жінки, сукні, обличчя і рук. Тло картини темніє з часом, можливо, що кути, утворені сукнею і атуром, були колись гострішими.
Жінка вбрана в елегантну чорну сукню з чорними тасьмами хутра на зап'ястках і шиї . Її одяг виконаний у модному в той час бургундському стилі, який підкреслює естетику готичного ідеалу. Її сукню стягнуто поясом трохи нижче грудей. Пофарбований у м'які кольори атур покритий вуаллю, яка опускається на плечі моделі і торкається її рук. Типова риса ван дер Вейдена — обережна деталізація шпильок, які фіксують вуаль.
Вуаль моделі має ромбоподібні обриси і плавно переходить у жилет, що носиться під сукнею. Незважаючи на те, що дама зображена під невеликим кутом, візуально вона розташована саме в центрі. Такий ефект досягається за рахунок ліній стиснутих її рук, вирізу сукні та вуалі . Обличчя моделі витончено освітлено, на її шкірі не видно контрастів кольору. Візуально витягнуте за рахунок зачіски обличчя жінки, вищипані брови — ознаки моди того часу. Волосся зачесане назад і прикріплене ободом на оправі атура трохи вище її вух .
Ліве вухо моделі, за деякими оцінками, намальовано занадто високо (паралельно очам, а не носу), можливо, цей прийом використаний для того, щоб надати плавності нижній лінії правого боку вуалі. У XV столітті носіння вуалі було ознакою скромності, оскільки вуаль закривала обличчя. Однак, у цьому портреті дана деталь спрямована на створення протилежного ефекту: вона оформляє обличчя моделі, щоб привернути до нього увагу глядачів .

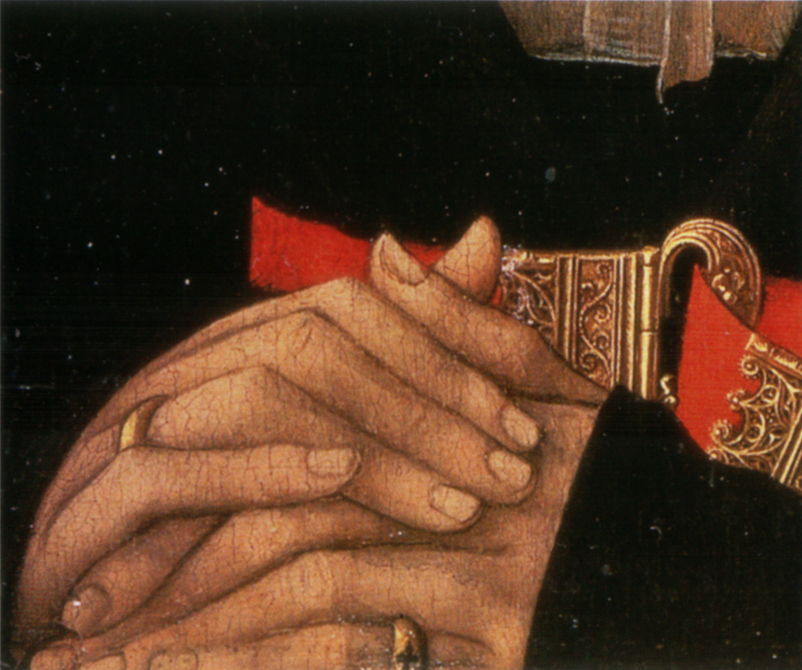
Частина портрета демонструє стиснуті пальці і червоний пояс дами

Руки моделі складені як при молитві і розташовані в самому низу картини, тому здається, що вони служать опорою всьому тілу моделі . Пальці на руках моделі міцно стиснуті, можливо для того, щоб здаватися меншими і не відволікати уваги від особи дівчини. Тонкі пальці моделі чітко деталізовані — це також одна з рис ван дер Вейдена, який через зображення рук і обличчя показував соціальне становище своїх моделей. Рукава сукні опускаються нижче зап'ясть. Зображення зігнутих пальців моделі — один з найбільш деталізованих елементів у картині, повторює пірамідальну форму головного убору у верхній частині портрета. Очі моделі, опущені вниз, надають картині вигляду сумирності, на відміну від її екстравагантного вбрання. Показати благочестя — одна з головних цілей ван дер Вейдена. Очі та ніс моделі видовжені, нижня губа зроблена повнішою за допомогою кольору. Деякі вертикальні лінії навколо губ підкреслені, зіниці очей збільшені, брови дещо підняті. До того ж, контури її обличчя виділені таким методом, що це здається штучним та абстрактним, особливо для людини XV століття. Цей метод описав історик мистецтв Ервін Панофські:

«Рогір сконцентрувався на кількох суттєвих рисах, які він виражає за допомогою фізіогноміки та фізіології — перш за все лініями»". Високе чоло і широкий рот моделі відображають її пристрасний, аскетичний характер, наводячи на думки про «невирішений конфлікт в її індивідуальності».